# Kraft von Hanau

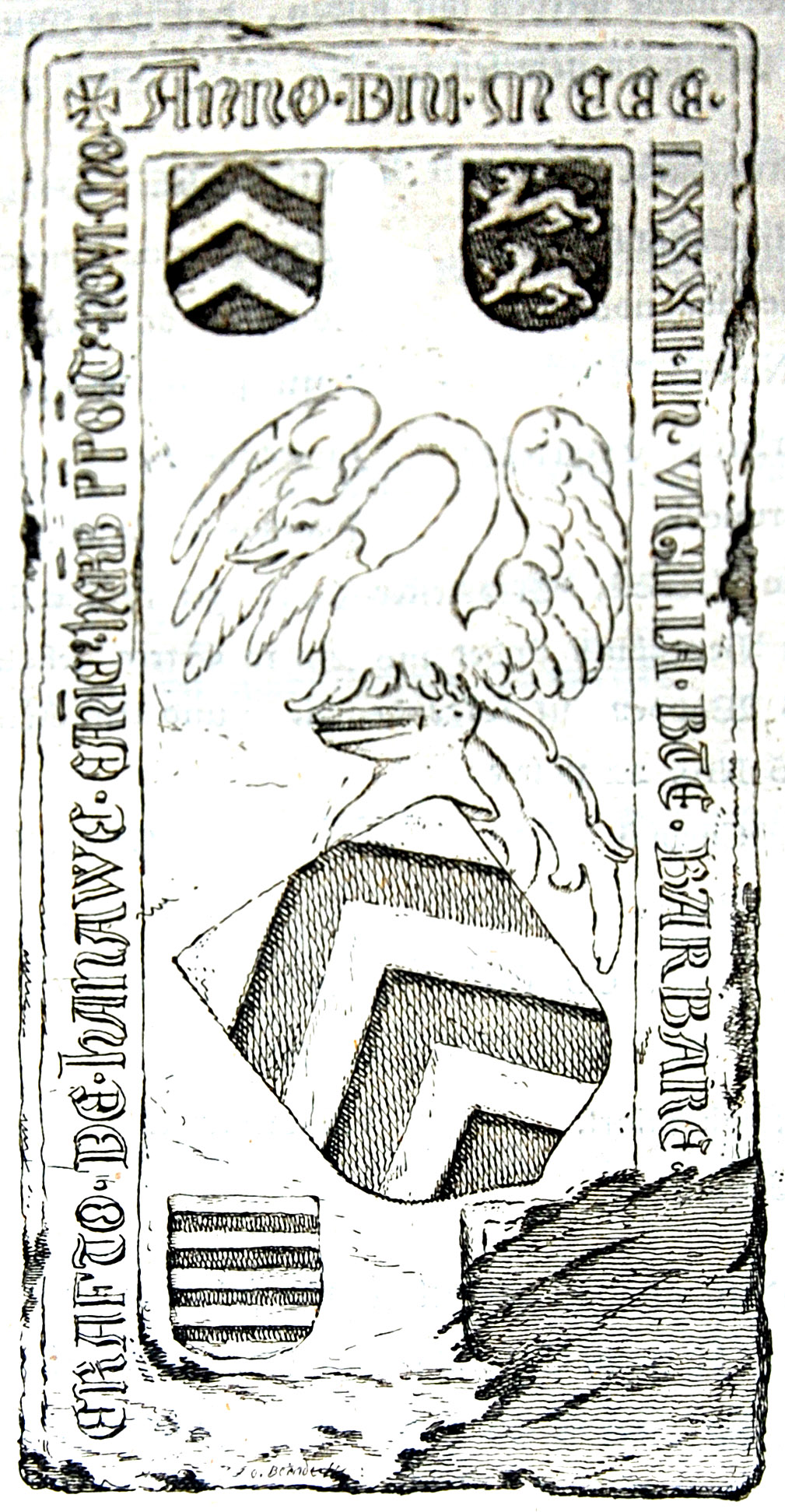
Grab von Kraft von Hanau, Würzburg Dom nach Johann Octavian Salver 1775

Kraft von Hanau (* zwischen 1315 und 1320; † 3. Dezember 1382) war ein umfangreich bepfründeter Kleriker in Franken und am Mittelrhein.

## Familie
Kraft von Hanau war der dritte Sohn Ulrichs II. von Hanau (* ca. 1280/1288; † 1346) und der Agnes von Hohenlohe (* vor 1295; † 29. November 1346), Tochter des Kraft I. von Hohenlohe. Sein Geburtsjahr ist nicht bekannt. Aufgrund des Zeitpunkts der Hochzeit seiner Eltern, 1310, und dem ältesten von ihm erhaltenen Siegel aus dem Jahr 1339, ist ein Geburtsjahr zwischen 1315 und 1320 zu vermuten.
Aufgrund der in der Familie geübten Primogenitur folgte ausschließlich sein ältester Bruder, Ulrich III. (* 1310; † 1369/70), dem Vater in der Regierung. Die übrigen Söhne mussten daher anders standesgemäß versorgt werden, wofür sich eine geistliche Karrieren anbot.

## Ausbildung
Von seiner Ausbildung ist bekannt, dass er 1340 zusammen mit seinem älteren Bruder Reinhard von Hanau in Bologna studierte.

## Karriere
Die kirchliche Karriere des Kraft von Hanau war ähnlich erfolgreich wie die seines älteren Bruders Reinhard – zumindest gemessen an den erworbenen Pfründen. Als Schritte seiner kirchlichen Karriere sind bekannt:
- vor 1342 Pfarrherr in Lauda[3]
- 1342 Domherr in Köln, Ernennung durch Papst Clemens VI. am 5. November 1342[4]
- 1346 Propst an St. Peter bei Mainz auf Vorschlag des böhmischen Königs Johann von Luxemburg († 1346)[5]
- 1348 Domherr in Würzburg
- 1348 Domherr in Worms
- spätestens 1379 Propst am Neumünster in Würzburg

Er stiftet im Würzburger Dom einen Liebfrauenaltar. Dort liegt er auch begraben.

## Vorfahren
| Ahnentafel von Kraft von Hanau | Ahnentafel von Kraft von Hanau                                                                        | Ahnentafel von Kraft von Hanau                                                                        | Ahnentafel von Kraft von Hanau                                                                                       | Ahnentafel von Kraft von Hanau                                                                               | Ahnentafel von Kraft von Hanau | Ahnentafel von Kraft von Hanau |
| ------------------------------ | --- | --- | --- | --- | ------------------------------ | ------------------------------ |
| Urgroßeltern                   | Reinhard I. von Hanau (* vor 1243; † 1281) ⚭ Adelheid von Hagen-Münzenberg († 1291)                   | Ludwig von Rieneck-Rothenfels († 1289) ⚭ Udehilt von Grumbach und Rotenfels († 1300)                  | Gottfried von Hohenlohe, Graf der Romagna (nachgewiesen: 1219–1266) ⚭ Richza von Krautheim (nachgewiesen: 1224–1263) | Graf Friedrich von Truhendingen-Dillingen († 1274) 2. ⚭ vmtl. Margaretha von Andechs-Meranien († 1271)       |                                |                                |
| Großeltern                     | Ulrich I. von Hanau (* 1250/60; † 1305/06) ⚭ Elisabeth von Rieneck-Rotenfels (* ca. 1260; † ca. 1300) | Ulrich I. von Hanau (* 1250/60; † 1305/06) ⚭ Elisabeth von Rieneck-Rotenfels (* ca. 1260; † ca. 1300) | Kraft I. von Hohenlohe-Weikersheim (nachgewiesen 1260–1312) 2. ⚭ vmtl. Margarethe von Truhendingen-Dillingen         | Kraft I. von Hohenlohe-Weikersheim (nachgewiesen 1260–1312) 2. ⚭ vmtl. Margarethe von Truhendingen-Dillingen |                                |                                |
| Eltern                         | Ulrich II. von Hanau (* 1280; † 1346) ⚭ Agnes von Hohenlohe-Weikersheim (* vor 1295; † 1342/44)       | Ulrich II. von Hanau (* 1280; † 1346) ⚭ Agnes von Hohenlohe-Weikersheim (* vor 1295; † 1342/44)       | Ulrich II. von Hanau (* 1280; † 1346) ⚭ Agnes von Hohenlohe-Weikersheim (* vor 1295; † 1342/44)                      | Ulrich II. von Hanau (* 1280; † 1346) ⚭ Agnes von Hohenlohe-Weikersheim (* vor 1295; † 1342/44)              |                                |                                |
| Kraft von Hanau                | | | | |                                |                                |